# Diner
|  | Per a altres significats, vegeu «Diner (desambiguació)». |

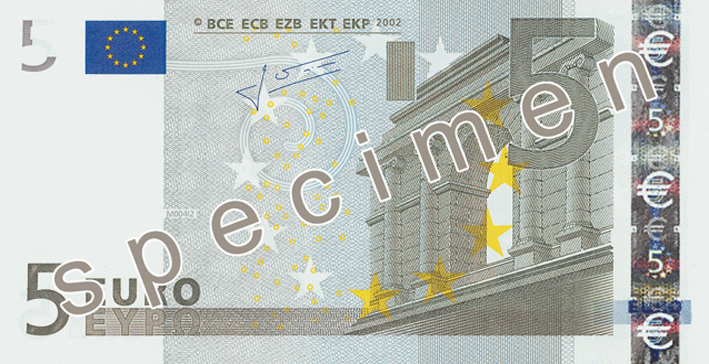
Paper moneda amb valor de 5 euros

El diner és qualsevol bé —metalls preciosos, pedres, la sal, closques de mol·luscs, llavors de cacau, pells d'animals, fulles de te, destrals metàl·liques, papers amb dibuixos— que compleixi les següents tres propietats en una societat determinada:
1. és una mesura del valor de les coses
2. és una reserva del valor de les coses
3. és acceptat generalment com a mitjà de pagament

Com a mitjà de pagament es pot intercanviar per qualsevol tipus de bé material o servei, com a mesura del valor permet fer comparacions entre els diferents béns i serveis i com a reserva de valor permet de ser reservat indefinidament sense que es deteriori ni perdi cap de les seves característiques amb el pas del temps.
En general, cal que allò que es fa servir com a diner sigui escàs, bé perquè s'utilitza un bé naturalment escàs, com l'or o d'altres metalls preciosos, o bé perquè es fa artificialment escàs, com seria el cas de les monedes i bitllets de banc.
En l'actualitat, el diner és una abstracció, almenys en les societats industrialitzades. La major part de la reserva monetària d'un país no existeix físicament, sinó com a entitat comptable. Les monedes i els bitllets (el diner en efectiu) són el tipus de diner físic més habitual avui en dia, tot i que materials com l'or o l'argent encara mantenen les propietats essencials del diner. A principis del segle xxi, l'ús de diner electrònic (targetes de crèdit o dèbit) és cada vegada més freqüent als països industrialitzats. Per determinar la quantitat de diner existent es fan servir els agregats monetaris.

## Funcions

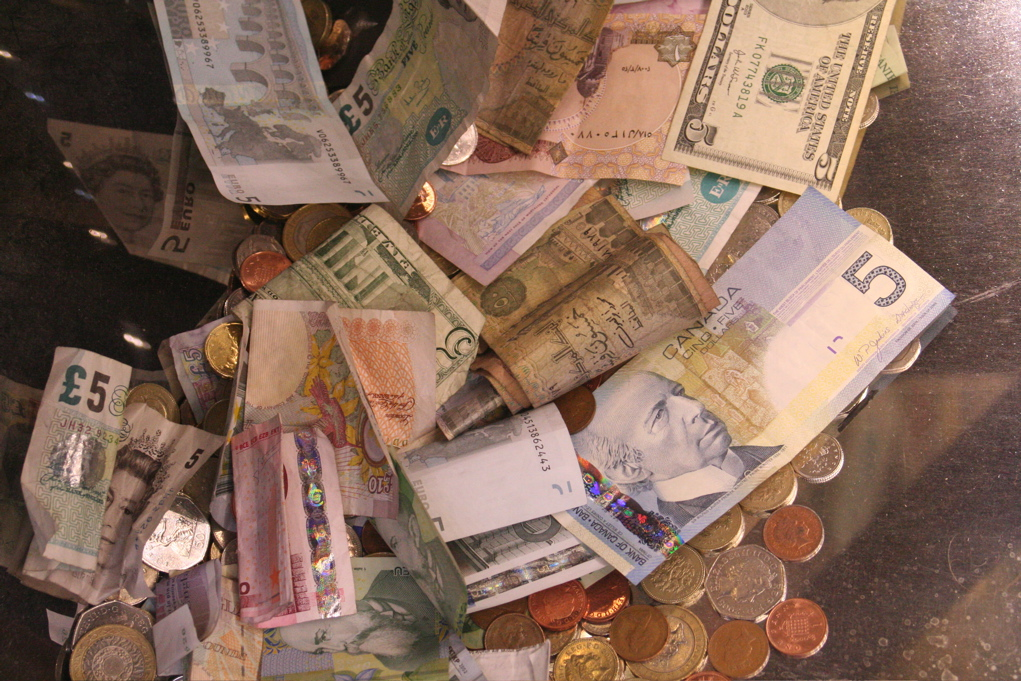
Monedes i bitllets, dues de les formes més habituals de diner físic.

El diner és un instrument de pagament generalment acceptat per especialistes membres de la comunitat en la solució d'una compra, un benefici o un deute. Té tres funcions principals:
- Funció d'intermediari per al comerç.
- L'expressió dels valors i la unitat per al càlcul econòmic i comptable.
- La funció de dipòsit de valor.

Alguns autors consideren que la capacitat de transformar els deutes i passius, inclosos els impostos, és una quarta funció anomenada "descàrrega" de la moneda.
El diner es caracteritza per la confiança dels seus usuaris en la persistència del seu valor i la seva capacitat de servir com a mitjà d'intercanvi. Per tant, té dimensions socials, polítiques, psicològiques, jurídiques i econòmiques.
El diner s'ha tingut al llarg de la història formes molt diverses: carn de boví, sal, perles, ambre, metall, paper, etc. Després d'un període molt llarg on l'or i l'argent (i altres metalls) van ser els mitjans de comunicació preferit, el diner està ara gairebé completament desmaterialitzat i circula principalment en forma escriptural o electrònica.
Cada moneda es defineix com la moneda d'una determinada zona, normalment d'un estat. Es presenta en forma de dipòsits, de bitllets de banc i monedes, també conegut com a divises. Les divises s'intercanvien entre elles en el context del sistema monetari internacional. De fet, des de 1973 quan les paritats de les principals divises del món deixarà de ser defensades després dels acords de Jamaica del 1976, les monedes no són calibrades, directament o indirectament, pel pes d'un metall preciós. Els seus valors fluctuen en el mercat internacional de divises, com a part d'un sistema de canvi flotant o flexible.
Degut a la importància dels diners, els estats han buscat des del principi assegurar el màxim poder monetari, han definit una divisa oficial i l'han convertit en un dels seus símbols i una marca del seu poder. Els estats exerceixen un control sobre els bancs i sobre la creació de diners, a través de la legislació i des de la política monetària dels bancs centrals.
A més d'ésser un mitjà de pagament —si no ho fos, l'intercanvi s'hauria de limitar a la permuta—, el diner serveix com a unitat de compte i com a reserva de valor. Com a unitat de compte permet de mesurar homogèniament el preu de tots els béns, de manera que es puguin comparar els uns amb els altres. Com a reserva de valor, permet de separar considerablement en el temps les dues parts de la transacció: El qui rep diner en canvi del lliurament d'un bé o servei pot utilitzar en qualsevol moment el poder de compra que lo confereix l'acceptació general d'aquest, constituint d'aquesta manera una forma important de conservació de la riquesa.
El valor del diner es corresponia inicialment al valor associat al pes equivalent del metall sense estar convertit en moneda, és a dir, es tractava d'un diner real (de ple contingut). En oposició a aquest existeix el diner nominal,el qual no té pràcticament cap valor material. Pràcticament (tot exceptuant les monedes, sense gaire valor material) el diner nominal és avui l'únic existent, i consisteix en reconeixements de deute bancaris.
Dits deutes bancaris poden ésser de dues classes:
- els bitllets del banc central : tenen la denominació de curs legal, donat que els creditors no poden refusar que el reemborsament dels seus crèdits els sigui fet en bitllets del banc central.

- els dipòsits a la vista del públic en els bancs:. Els dipòsits a la vista en els bancs són utilitzables per llurs titulars com a mitjà de pagament, a través de l'extensió d'un xec bancari o de la prèvia conversió d'aquest en diners del banc central.

El fet que tant els bitllets com els dipòsits a la vista siguin reconeixements de deute dels bancs explica el fenomen de la creació del diner. El banc lliura un crèdit contra ell mateix i, pel fet que aquest crèdit pugui ésser utilitzat immediatament pel beneficiari com a pagament, crea diner.
La quantitat de diner que el públic (consumidors i empreses) vol tenir en el seu poder constitueix la demanda de diner, tenint aquesta una relació directa amb el nivell d'activitat econòmica; en contraposició hi ha l'oferta de diner: quantitat de diner realment existent i sobre el qual el govern pot actuar satisfent o no la demanda d'aquest.

## Propietats del diner
- Unitat de compte. Es defineix com a unitat de compte la fracció mínima que es fa equivalent a un dels béns que per convenció serveixen per a mesurar el preu de les coses, així com la relació entre elles, d'aquesta manera es pot establir identitat entre unitat de compte i unitat monetària, i que esdevé una característica essencial en el diner.
- Adquisivitat: Propietat adquisitiva del diner o bé similar. Indica la possibilitat de bescanvi del diner en mercaderies. d'aquesta propietat se'n deriva la definició de poder adquisitiu: Quantitat de béns o serveis que es pot adquirir amb una determinada quantitat de diners. Fluctua inversament a les variacions que experimenten els preus del béns que es volen adquirir.
- Poder alliberador Facultat d'alliberar deutes que es concedeix al diner. Aquesta capacitat alliberadora és concedida per les autoritats monetàries.
- il·lusió monetària: Reconeixement subjectiu de l'estabilitat del valor del diner sense tenir en compte les variacions del seu poder adquisitiu. Dita il·lusió permet mantenir un preu fix de la unitat monetària fet que conserva també el valor al llarg del temps. Aquesta aparença amaga, però, els efectes de les variacions dels preus dels altres béns. D'aquesta manera, un augment de la renda nacional d'un país no comporta necessàriament un increment de riquesa, ja que aquesta també depèn de la capacitat adquisitiva de la moneda.

## Tipus de diner
- Segons la seva tributació:
  - Diner negre. Anomenat també diner brut o diner B. Es refereix al diner obtingut dels guanys fets sense deixar-ne constància en els registres obligatoris per tal de defugir-ne la tributació o usar-los en activitats paral·leles o il·lícites. Dit diner té el seu origen en activitats il·legals (fraus comptables, prostitució, droga, robatoris, etc.) o en l'economia submergida,[1] i en són refugis d'aquest els anomenats paradisos fiscals, i els centres off-shore, on s'intenta el blanquejament, és a dir, convertir aquest diner en legal. Els estats en persegueixen els posseïdors d'aquest diner per tal d'obligar-los a tributar.
  - Diner viu. N'és el contrari de l'anterior, és a dir, es tracta del diner comptat, tot entenent com a comptat el diner obtingut dels guanys fets del qual es deixa constància en els registres obligatoris i, en conseqüència, són tributats.

- Moneda: (entre altres accepcions) Part de l'oferta monetària d'un país composta de bitllets més moneda metàl·lica i que també es denomina efectiu en mans del públic, és a dir, Diner efectiu d'un país que no està en mans del sistema bancari. Per altra banda es defineix com a unitat monetària la unitat estàndard de la moneda (o mitjà oficial de canvi) de cada estat. Sota el règim del patró or, i també mentre foren efectius els acords de Bretton Woods, el valor de la unitat monetària es definia determinant el pes d'or fi a què equivalia. En la pràctica, es fixa la paritat en relació amb el dòlar o la moneda internacional més utilitzada.

- Reserves bancàries: Diner que el banc manté en forma líquida per fer cara a les possibles demandes dels seus dipositants. Les proporcions que aquestes reserves han de representar respecte al total de dipòsits del banc solen ésser fixades per llei o per conveni entre les institucions bancàries i l'estat.

- Getó:[2] Objecte amb valor monetari o sense que té un àmbit de circulació limitat i privat. L'àmbit d'ús d'aquests és molt ampli: fitxes de joc, per a utilitzar telèfons o altres aparells, unitats per a facilitar la comptabilitat, monedes de caràcter privat (eclesiàstic, de cooperatives, etc.).
- Els diners legals. Són els billets i monedes de curs legal emesos pels bancs centrals de cada país.
- Els diners bancaris. Són els que, en certa manera, només existeixen virtualment, perquè “estan al banc”. Quan dipositem els diners legals en un banc o caixa, aquests desapareixen físicament i reneixen com a diners bancaris. Els dipòsits a la vista permeten els seus titulars d'utilitzar-los com a mitjà de pagament per mitjà de l'emissió de xecs, que són convertibles en bitllets de banc. El fet que un xec sigui utilitzable immediatament pel beneficiari com a pagament fa que creï diner. Els bancs no poden emetre bitllets però poden crear diner bancari, el diner dels dipòsits a la vista circula d'un compte a un altre i entre els bancs a través dels xecs, les transferències bancàries, les targetes de dèbit, etc.

## Història
L'ús de mètodes d'intercanvi poden remuntar-se a 10.000 anys enrere, tot i que no hi ha cap prova de cap societat que es basés en la barata. Per contra, les societat sense diners funcionaven en gran part sota els principis de l'economia del regal i del deute. Quan l'intercanvi o barata ocorria normalment era entre estranys o enemics potencials.
Moltes cultures de tot el món amb el temps van desenvolupar l'ús del diner mercaderia. La llista de materials que podrien ser utilitzats per qualsevol funció d'intercanvi és gairebé infinita. En veritat, podem estalviar, intercanvi, com en qualsevol assumpte. Per compres petites, històricament s'ha utilitzat com a mitjà d'intercanvi objectes fàcils de transportar i sense valor intrínsec real, però sense arribar a ser diner real. Com a mitjans de canvi que la humanitat ha utilitzat podem citar materials com la pedra, la sal de cuina, conquilles, llavors de cacau, pells d'animals, fulles de te, destrals metàl·liques, etc. Els diners basats en objectes van subsistir fins a finals del segle xix (la sal al Tibet, les conquilles de cauri (Cypraea moneta) a la Xina, el tevau a les Illes Salomó, l'Índia i l'Àfrica ...) i va tornar a aparèixer esporàdicament quan hi ha hagut una escassetat de diners, especialment durant els períodes de desordre i pobresa, com el paquet de cigarrets a Alemanya poc després de la guerra. Aquests fenòmens no són només anecdòtics sinó que posen en relleu la necessitat d'un mitjà d'intercanvi.

### Les unitats de compte no circulants
Les unitats del compte existeixen des de fa més de 2.000 anys i sovint deriven d'unitats de pes. A Mesopotàmia durant l'Imperi accadi (segles XXIV aC a XXII aC) s'utilitzava la mina; a l'antic Egipte van existir diverses unitats de compte com el deben. Molt més tard, els asteques també disposaven d'una unitat de compte, el quachtli que equivalia a 100 panotxes de cacau o a una peça de cotó (ixtle).
Però en aquestes societats altament estratificades la poca llibertat dels productors, el nombre reduït de productes, la una poca divisió del treball i el paper preponderant de les autoritats en la recollida i la distribució de la producció expliquen que les unitats de compte no circulessin mai. A l'antic Egipte, l'únic mètode d'intercanvi autoritzar legalment era la barata. Entre els asteques la circulació de la panotxa de cacau no va començar fins a l'arribada dels europeus.

### La invenció de la moneda metàl·lica
Segons Heròdot, els lidis van ser els primers a introduir la utilització de monedes d'or i plata com a diner, avui dia es pensa que les primeres monedes van ser encunyades entre el 650 aC i el 600 aC.
Els primers metalls utilitzats en les monedes eren l'or i l'argent. L'ús d'aquests metalls es va imposar, no només gràcies a la seva raresa, bellesa, resistència a la corrosió i el seu valor econòmic, sinó també a causa dels antics costums religiosos. A Babilònia els sacerdots, que tenien grans coneixements d'astronomia, va ensenyar a la gent que havia una estreta relació entre l'or i el Sol i entre la Lluna i l'argent. Això va portar a la creença en el poder màgic d'aquests metalls i dels objectes fets amb ells. L'encunyació de monedes d'or i l'argent es va mantenir durant molts segles, aquest tipus de diner es caracteritza pel valor intrínsec de les peces, és a dir el valor comercial del metall utilitzat en la seva fabricació. De manera que una moneda de 20 grams d'or s'intercanviava per béns amb un valor equivalent al de l'or que contenia. Les monedes de més valor s'encunyaven en or, mentre que per a les de menor valor s'utilitzava l'argent i el coure.

#### Roma

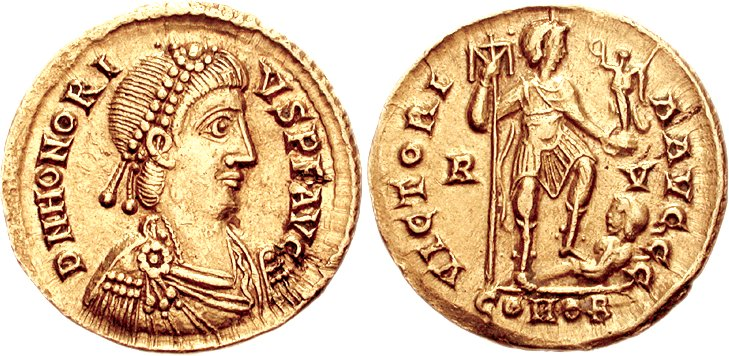
Un sòlid del, moneda que va substituir l'aureus a l'Imperi Romà d'Orient.

L'antiga Roma també va imitar Grècia en qüestions monetàries. Les primeres monedes foren d'argent i bronze. Un exemple de moneda romana d'or és l'aureus, abans de la presa del poder per Juli Cèsar, aquesta moneda va ser encunyada de manera força irregular, les primeres peces semblen remuntar-se al 217 aC. La dificultat a la que s'enfrontava Roma era la de la manca de prou fonts de metall monetari, amb l'excepció de la mina espanyola de Las Médulas, que va ser esgotada en el frenètic esforç per tal proveir les quantitats requerides per al pagament de mercenaris. Aquest lloc, modelat per la passió d'aconseguir diners, és avui dia Patrimoni de la Humanitat de la UNESCO.
Les despeses militars eren tan grans que calia fer moltes devaluacions de la moneda, el seu contingut d'argent es va fondre literalment al llarg dels segles. Una reforma monetària important va ser duta a terme per Dioclecià restaurant l'encunyació de monedes de tres metalls (or, plata i coure) i millorant la qualitat de les peces. La manipulació que els romans feien de les seves monedes els ha guanyat una mala reputació entre alguns autors respectuosos dels cànons de l'ortodòxia monetària, fins al punt que alguns han vist en aquesta pràctica una de les causes de la caiguda de l'Imperi Romà. John Kenneth al seu llibre Money: Whence It Came, Where It Went del 1975 ironitza sobre aquests arguments ideològics en assenyalar que malgrat tot, els romans van aconseguir de dominar el món durant segles, i potser gràcies a un model de diners amb interès negatiu idèntic al descrit per Silvio Gesell el 1916 a la seva obra Die natürliche Wirtschaftsordnung durch Freiland und Freigeld (L'ordre econòmic natural basat en la llibertat del sòl i de la moneda).

#### Xina
A la Xina, la utilització d'estris metàl·lics (ganivets, aixades) com a intermediaris en el comerç és utilitzada molt aviat igual que els lingots metàl·lics, sobretot d'argent. Però es considera que la seva utilització com a diner real amb tots els seus atributs només es produiria a partir del regnat de l'emperador Qin Shi Huangdi (259 aC - 210 aC), que no només va unificar la Xina i va construir la primera Gran Muralla, sinó que també va imposar la utilització exclusiva de les monedes rodones de coure amb un forat quadrat que van sobreviure fins al 1837. Es tractava realment de diners: s'utilitzaven per a pagar les tropes i era acceptat com a pagament d'impostos. Mai va haver prou or o plata per encunyar monedes amb aquests metalls, però els grans comerciants es va mantenir lleials als lingots d'argent a través dels segles, la Xina era una de les destinacions d'aquest metall.

### El diner metàl·lic de l'edat mitjana
La utilització dels diners va experimentar una disminució a Europa durant l'edat mitjana amb les restriccions al comerç i la introducció dels sistemes feudals arreu deixant poc espai a les llibertats econòmiques. Els merovingis utilitzen la mateixa moneda antiga i fins i tot van abandonar l'encunyació sobre peces antigues. Els carolingis i els seus successors si que van encunyar monedes. El 781, Carlemany substitueix les peces antigues amb noves monedes d'argent. La unitat bàsica segueix sent el diner, però apareix un nou estàndard: la lliura tornesa amb un valor de 240 diners. El sou, que continua tenint un gran prestigi, no era independent, sinó que esdevé un múltiple del diner. El sistema era: 1 lliura = 20 sous de 12 diners = 240 diners. Aquest sistema monetari, que es mantindria vigent durant mil anys, va permetre la represa del comerç i un renaixement econòmic. A l'Imperi Romà d'Orient, la moneda d'or es manté en circulació.
El món musulmà, inspirant-se en l'Imperi Part (segle iii), va establir un sistema monetari trimetàl·lic, el dinar d'or prové del denarius aureus siríac. El dirham és l'antiga dracma i el fels del fol·lis de l'era romana d'Orient. La gran reforma del 696 va comportar la refosa (literalment) total de les primeres monedes i la posada en circulació de monedes que feien referència a l'hègira i a l'Alcorà.

### El bimetal·lisme
El bimetal·lisme va ser un sistema monetari basat en la lliure encunyació de l'or i l'argent, amb una norma legal que fixava la relació entre els valors d'ambdós metalls (la paritat bimetàl·lica), i en el seu poder alliberador il·limitat (qualsevol pagament es podia fer amb els dos metalls). El bimetal·lisme modern es va desenvolupar a Europa durant el segle xviii.
A l'edat mitjana, totes les unitats monetàries es definien arreu en referència al seu pes en or o plata. Essent sotmeses al control de l'aliatge, les monedes es podien canviar i substituir en funció del seu contingut en or i plata. A partir del segle ix el comerç reneix amb la celebració de fires cada vegada més importants. Els bancs van néixer en un primer moment com a canviadors de diners i ràpidament van evolucionar esdevenint els bancs en el sentit modern. La República de Venècia, es va convertir en plataforma monetària del món. El seu èxit es va basar principalment en l'explotació de les diferències del preus de l'or i l'argent a Orient i a Occident, i va provocar l'escassetat de diners a Europa, causant moltes dificultats que van afavorir la manipulació monetària distorsionant la relació entre el valor nominal i el contingut d'or i plata dels diners. La història dels diners es correspon amb la de la producció relativa d'or i plata i amb les variacions dels tipus de canvi entre aquests dos metalls. L'arribada de l'or després del descobriment d'Amèricas va tenir conseqüències profundes, però l'argent va continuar sent el principal metall dinerari a Europa.
Durant el segle xix el bimetal·lisme va continuar sent la norma però la posada en circulació de grans quantitats d'or nou van afectar el sistema. El descobriment de noves mines a Califòrnia i el Klondike a més de la millora de les tècniques d'extracció que van millorar el rendiment a Austràlia i a Sud-àfrica van provocar un espectacular augment de la producció, entre 1851 i 1860 es va produir la meitat de tot l'or de la terra en 1500 anys (2000 tones contra 4.000 tones).
Aquest gran flux d'or va causar greus dificultats al bimetal·lisme en depreciar-se l'or respecte a l'argent. com a resposta la Unió Monetària Llatina va intentar limitar la lliure encunyació d'argent. A la dècada del 1870 va ser l'argent la que es va depreciar en incrementar-se la seva producció, això va conduir la Unió Monetària Llatina el 1878 a suspendre la llibertat d'encunyació d'argent i el seu poder alliberador, la fi del bimetal·lisme va conduir al monometal·lisme i l'adopció del patró or, que es va mantenir fins al 1914, aquest any també es produeix la introducció del paper moneda parcialment convertible (fins llavors era convertible en or al banc).

### El patró or
El patró or va ser un sistema amb tipus de canvi fixos, els diners que emetia cada país depenien de les seves reserves d'or i els bitllets de banc o moneda fiduciària eren convertibles en or al Banc central. En començar la Primera Guerra Mundial es va abandonar el sistema en no poder respondre de la convertibilitat en or dels diners circulants atès que els governs van posar en circulació una massa monetària molt més gran que les seves reserves d'or. En finalitzar la guerra es va tornar parcialment al patró or però no es va recuperar la convertibilitat total que va ser substituïda per una de limitada i sense circulació de monedes d'or.
El 1922 la conferència de Gènova va recomanar l'adopció del patró canvi or, basat en el fet que alguns països, Gran Bretanya i els Estats Units, adopten el patró or, garantint la convertibilitat total del dòlar i la lliura esterlina, i la resta accepten tenir la major part de les seves reserves en forma de dòlars i lliures. Gran Bretanya va abandonar el patró or el 1931. Després de la Segona Guerra Mundial es van produir els acords de Bretton Woods que fan fixar un nou patró basat en el dòlar, amb el compromís dels Estats Units de la convertibilitat del dòlar en or. Aquest sistema va durar fins al 1971, quan les despeses de la Guerra del Vietnam van forçar el president Richard Nixon a posar fi a la convertibilitat del dòlar.

### La fluctuació de canvis
Amb la fi de la convertibilitat del dòlar el sistema monetari internacional actual es basa en una fluctuació de canvis entre les diferents divises segons acord del Fons Monetari Internacional a Jamaica el 1976. El sistema comporta una important inestabilitat dels tipus de canvi malgrat l'actuació dels governs, que no han renunciat a intervenir.

## Formes actuals de diner

### El bitllet de paper

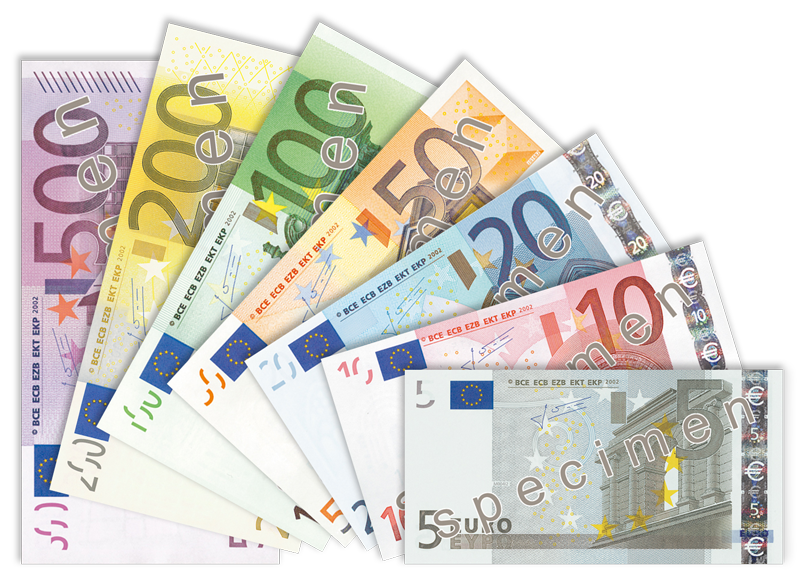
Els diferents bitllets d'euro

Els bitllets de banc van néixer com un tipus de diner alternatiu a les monedes metàl·liques i el seu valor era convertible en or o plata. Però amb el temps les substituïren completament i perderen la seva convertibilitat.
El primer bitllet conegut es va utilitzar a la Xina, a finals del segle x durant una època d'escassetat de metalls que dificultava l'encunyació de moneda i el 1024 van ser adoptats oficialment per l'administració xinesa.
El 1661 El Banc de Suècia va crear el primer bitllet real a Europa. A finals del segle xvii els bitllets són una innovació amb gran èxit i es difonen arreu del món. El sistema es basava a portar les monedes metàl·liques als bancs que emetien bitllets reemborsables (convertibles) en metall preciós com a contrapartida.
La desmonetització de l'or i l'argent van comportar la fi dels bitllets convertibles, la Primera Guerra Mundial que va obligar a l'abandonament del patró or hi va tenir un paper important. Una altra evolució va ser la monopolització de l'emissió de bitllets que va passar a ser exclusiva dels bancs centrals.

### La moneda fraccionària
La moneda fraccionària, les monedes metàl·liques actuals, són un tipus de diner que no té un valor intrínsec, encara que tingui un cost, això és una novetat respecte a l'antiguitat quan el valor de la moneda era igual al del metall que contenia. Segons la llei de Gresham establerta per Thomas Gresham (1519 – 1579) les monedes amb un valor real superior al nominal desapareixerien del mercat en ser retingudes.
Les monedes actuals acostumen a tenir un valor petit i són de coure, níquel o d'aliatges com l'or nòrdic de les monedes de 10, 20 i 50 cèntims d'euro. S'utilitzen com a mitjà de pagament fraccionari dels bitllets de banc.

### El diner bancari

Un xec canadenc

Els dipòsits a la vista permeten els seus titulars d'utilitzar-los com a mitjà de pagament per mitjà de l'emissió de xecs, que són convertibles en bitllets de banc. El fet que un xec sigui utilitzable immediatament pel beneficiari com a pagament fa que creï diner. Els bancs no poden emetre bitllets però poden crear diner bancari, el diner dels dipòsits a la vista circula d'un compte a un altre i entre els bancs a través dels xecs, les transferències bancàries, les targetes de dèbit, etc.
D'altra banda, els dipòsits dels clients són utilitzats pels bancs per oferir crèdit a altres clients, al seu torn, el crèdit pot crear diners en la mesura que els pagarés i lletres de canvi són acceptades com a mitjà de pagament pels comerciants i d'altres banquers. Inicialment aquesta acceptació es va limitar als operadors econòmics interessats en l'ús dels diners bancaris, però a continuació es va generalitzar. L'inconvenient d'aquest sistema de lligar dipòsits i crèdits és que hi hagi una gran demanda de diner en efectiu dels clients que tenen dipòsits, el que provocaria una crisi de liquiditat, aquesta possibilitat ha portat els estats a establir garanties públiques sobre els dipòsits bancaris.
L'altre inconvenient dels diners bancari creat pel crèdit és que són efímers, desapareixen quan el préstec és pagat. A la desaparició de diners bancaris segueix la dels crèdits. Una crisi creditícia, una deflació brutal de la massa monetària que asfixia els empresaris es produeix quan les restriccions de crèdit són massa grans. La crisi de finals de la dècada del 2000 amb la crisi hipotecària de 2007 que va comportar la caiguda del banc Lehman Brothers i la desestabilització financera mundial seria un episodi d'aquest tipus.